# Придорожній пам'ятник (Комарно)
Придорожній пам'ятник в Комарно — монумент в східній частині міста Комарно Львівського району Львівської області. Внесений до реєстру пам'яток архітектури національного значення під охоронним номером 420.

## Опис
Монумент у вигляді обеліска зведено з білого тесаного каменю. Пам'ятнику притаманні риси архітектури епохи ренесансу. Обеліск складається з трьох ярусів. Верхівка пам'ятника завершується хрестом. Стоїть на чотиригранному кам'яному постаменті у вигляді сходинок. Висота обеліска біля 3 метрів, висота постаменту 125 см.
По периметру пам'ятника розміщено напис «Mea Mors Tua Vita», що в перекладі з латинської: «Моя смерть — твоє життя». На західній стороні монумента збереглись дві дати: «1641» та «1663».

## Історія
Достеменно невідомо на честь якої події було вставлено пам'ятник, а також що саме означають дати, які збереглись на монументі. Проте існує декілька версій щодо походження споруди. Перша з них говорить, що пам'ятку звели на місці загибелі дідича Комарна у битві з татарами. Згідно іншої версії, монумент встановлено на честь увічнення битви двох братів з татарами, один з яких загинув в бою, а інший встановив обеліск в пам'ять про брата.
Дослідники стверджують, що пам'ятку побудовано з того ж каменю, що й костел в Комарно, а майстерність, з якою виконано проєктування і побудова споруди, дозволяє припустити, що костел і пам'ятник будували одні й ті ж виконавці.

## Галерея

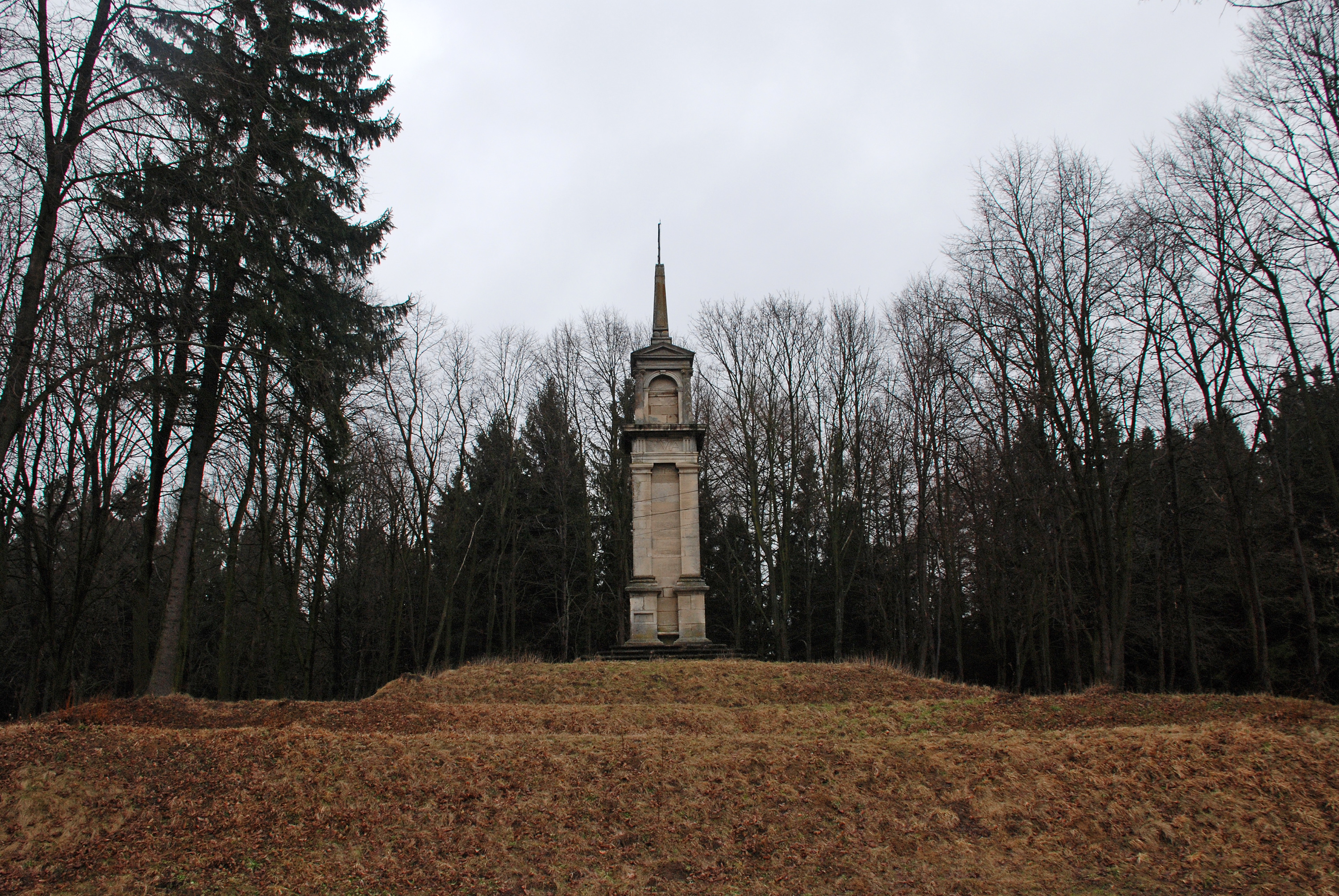
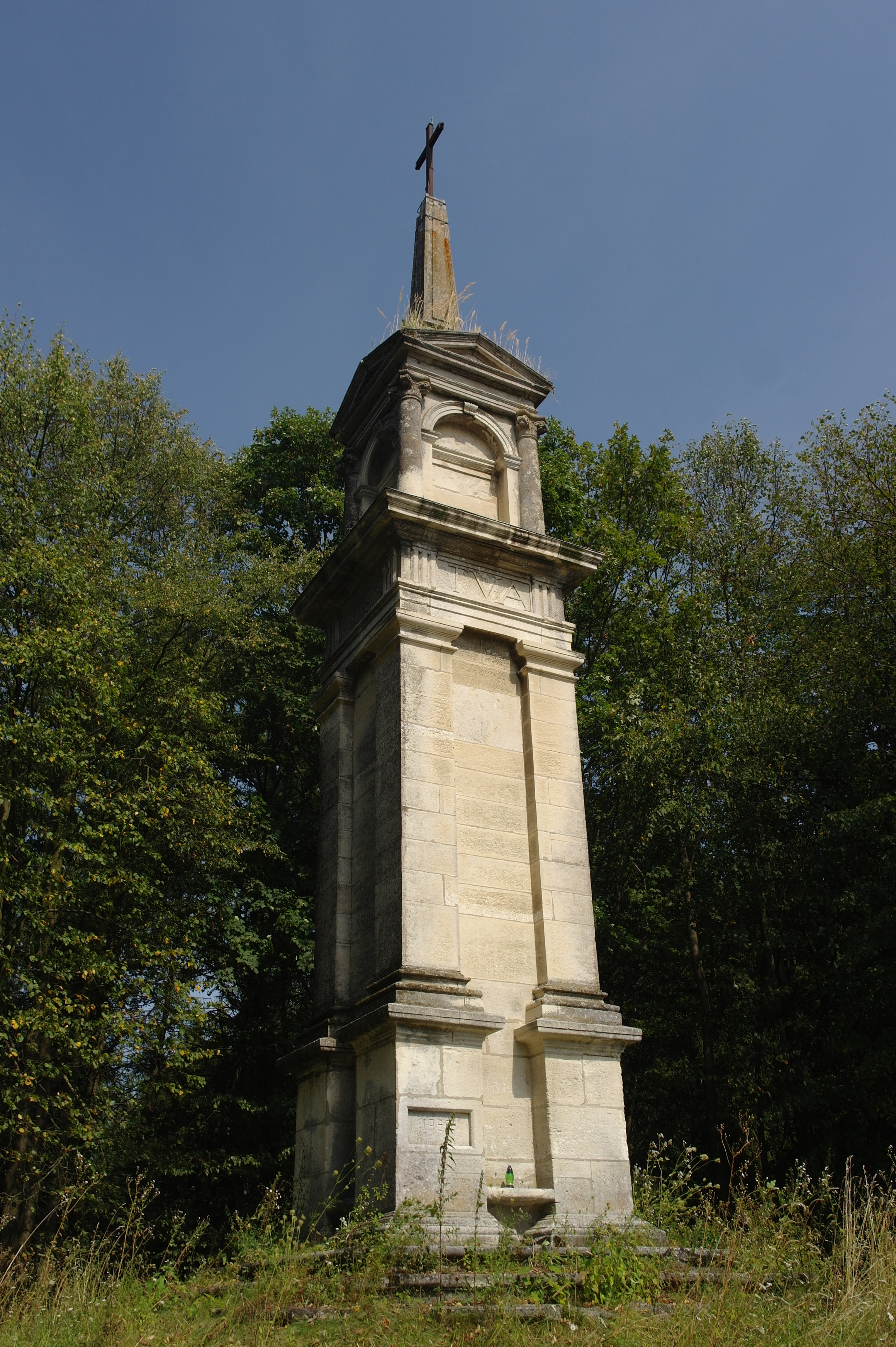
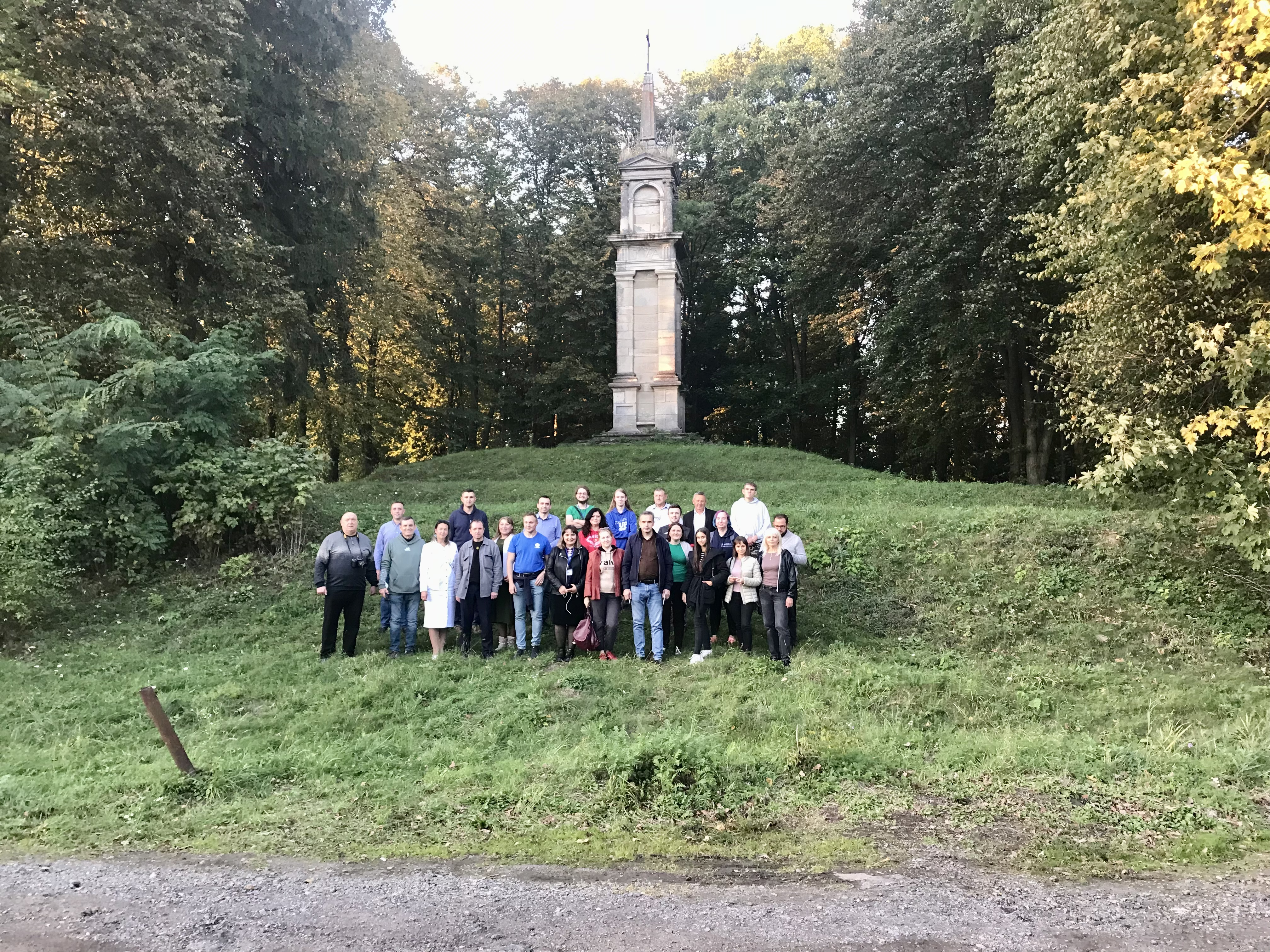
Учасники «Вікіконференції-2023» біля придорожнього пам'ятника